# 加藤正二 (天文学者)
加藤 正二（かとう しょうじ、1935年1月13日 - ）は、日本の男性天文学者。京都大学名誉教授。理学博士（東京大学、1963年）。専門は天体物理学。東京府（現：東京都）出身。
降着円盤振動論の創始者であり、同分野においては世界的権威として知られている。著作に、天体物理学基礎理論 (宇宙物理学講座 第1巻)。

## 略歴
- 1958年 東京大学理学部物理学科卒業
- 1963年 東京大学大学院数物系研究科天文学専門課程博士課程修了。同年3月、理学博士。論文の題は「星の対流層に関する研究」[1]。
- 東京大学理学部助手
- 1971年8月 京都大学理学部宇宙物理学科助教授
- 1975年7月 京都大学理学部宇宙物理学科教授
- 1995年4月 京都大学大学院物理学・宇宙物理学専攻教授
- 1998年
  - 3月 退官
  - 4月 奈良産業大学経営学部教授
- 2001年 奈良産業大学情報学部教授

## 著書
- 1989年 天体物理学基礎理論 (宇宙物理学講座 第1巻)　ごとう書房

## 系譜
加藤は海野和三郎の弟子になる。SF研究者としても有名な福江純は加藤の門下生である。